# Test Act
Se conocen como Test Acts a una serie de leyes penales inglesas del siglo XVII que instauraban la revocación de diversos derechos cívicos, civiles o de familia para los católicos y otros disidentes religiosos no anglicanos. Instauraron varios principios discriminatorios destacados, como la exclusividad del acceso a los cargos públicos para los anglicanos e instituyeron el delito de recusación de la fe en la Iglesia de Inglaterra.
La Test Act de Jacobo I de Inglaterra disponía que todos los creyentes sinceros, de nacimiento o conversos, tenían el deber de recibir el sacramento de la eucaristía. Sin embargo, no fue sino  hasta el reinado de Carlos II de Inglaterra cuando se hizo obligatorio haber recibido la comunión para poder acceder a un empleo público. 
La primera Test Act fue seguida por la de 1673. Esta imponía que toda persona que ocupara un empleo público, civil o militar, tenía que prestar juramento de lealtad a la Iglesia de Inglaterra, firmando además una declaración en la que se rechazaba la tesis de la transubstanciación. Además, debían recibir los sacramentos en los tres meses siguientes a su acceso al empleo. El texto se extendió en 1678 a toda la nobleza.
La obligación de recibir los sacramentos para poder acceder a un empleo público fue abolida por el rey Jorge IV del Reino Unido. Todas las medidas discriminatorias quedaron abolidas en 1829 mediante el Acta de Ayuda Católica.